# La casa de los famosos All-Stars
La casa de los famosos: All-Stars es la quinta temporada del programa de telerrealidad La casa de los famosos, la cual fue estrenada el 4 de febrero de 2025 con una mudanza en vivo por Telemundo. El programa sigue a un grupo de celebridades que conviven juntas en una casa mientras son filmados constantemente sin comunicación con el mundo exterior mientras compiten por ser el último competidor que queda para ganar el gran premio en efectivo.
Esta temporada se anunció el 9 de mayo de 2024, justo tras el final de la cuarta temporada, Unos días después, se reveló que sería una temporada «All-Stars», con participantes de las temporadas previas. Jimena Gállego regresará como coconductora del programa, mientras que Nacho Lozano será sustituido por Javier Poza.
Los panelistas principales son Alicia Machado, ganadora de la primera temporada, Maripily Rivera, ganadora de la cuarta temporada y Sergio Mayer, participante y cuarto puesto de la primera edición de La casa de los famosos México. Annette Cuburu y Horacio Villalobos también aparecen como panelistas semanales.
En esta edición, así como en la anterior, los tres últimos obtendrán un maletín, con $200,000 para el primer lugar, otro con $100,000 para el segundo y $50,000 para el tercero. La temporada concluyó el 2 de junio de 2025, con «Caramelo» Cruz como el ganador, y Luca Onestini como el subcampeón.

## Nuevas reglas

### Nominación positiva
En la semana 8, se introdujo la nominación positiva, en la que los habitantes nominarían por quienes quisieran que permanecieran en la casa y se salvaran de la eliminación. Los cinco menos votados se enfrentarían al voto del público.

## Participantes
Los participantes fueron revelados el 4 de febrero de 2025 durante la transmisión del primer episodio. De la primera temporada, fueron convocados Manelyk González y Uriel del Toro; de la segunda temporada, Nacho Casano, Julia Gama, Laura Bozzo, Niurka Marcos y Salvador Zerboni; de la tercera temporada, Paty Navidad, Dania Méndez, Diego Soldano y Rey Grupero, mientras que de la cuarta temporada, los participantes elegidos fueron Alfredo Adame, Aleska Génesis, Paulo Quevedo y Lupillo Rivera. El resto de los concursantes, fueron anunciados como la «nueva generación All-Stars», habitantes que no participaron en ninguna de las cuatro primera temporadas.
| Pos. | Nombre               | Edad | Tem. | Profesión                  | Resultado      | Nom. | Tiempo   | Ref.   |
| ---- | -------------------- | ---- | ---- | -------------------------- | -------------- | ---- | -------- | ------ |
| 1.°  | Carlos Antonio Cruz  | 34   | ×    | Influencer                 | Ganador        | 6    | 119 días | [ 7 ]  |
| 2.°  | Luca Onestini        | 32   | ×    | Chico reality              | Subcampeón     | 8    | 119 días | [ 7 ]  |
| 3.°  | Luis Alberto Ordaz   | 37   | 3    | Influencer                 | 3.er Finalista | 7    | 119 días | [ 7 ]  |
| 4.ª  | Rosa Caiafa          | 34   | ×    | Atleta                     | 4.ª Finalista  | 9    | 119 días | [ 7 ]  |
| 5.°  | Paulo Quevedo        | 50   | 4    | Actor y modelo             | 5.° Finalista  | 7    | 119 días | [ 7 ]  |
| 6.ª  | Dania Méndez         | 32   | 3    | Chica reality              | 6.ª Finalista  | 5    | 115 días | [ 9 ]  |
| 7.°  | Alfredo Adame        | 66   | 4    | Actor y presentador        | 16.° eliminado | 8    | 112 días | [ 10 ] |
| 8.ª  | Niurka Marcos        | 57   | 2    | Actriz y vedette           | 15.ª eliminada | 6    | 105 días | [ 11 ] |
| 9.ª  | Manelyk González     | 35   | 1    | Influencer y chica reality | 14.ª eliminada | 5    | 98 días  | [ 12 ] |
| 10.ª | Patricia Navidad     | 51   | 3    | Actriz y cantante          | 13.ª eliminada | 3    | 91 días  | [ 13 ] |
| 11.° | Lupillo Rivera       | 53   | 4    | Cantautor                  | 1.er abandono  | 4    | 86 días  | [ 14 ] |
| 12.° | Diego Soldano        | 56   | 3    | Actor                      | 12.° eliminado | 4    | 84 días  | [ 15 ] |
| 13.° | Carlos Chávez        | 34   | ×    | Atleta                     | 11.° eliminado | 3    | 77 días  | [ 16 ] |
| 14.° | Uriel del Toro       | 46   | 1    | Modelo y actor             | 10.° eliminado | 3    | 70 días  | [ 17 ] |
| 15.ª | Alejandra Tijerina   | 30   | ×    | Modelo                     | 9.ª eliminada  | 5    | 63 días  | [ 18 ] |
| 16.ª | Laura Bozzo          | 73   | 2    | Presentadora               | 8.ª eliminada  | 1    | 56 días  | [ 19 ] |
| 17.ª | Julia Gama           | 31   | 2    | Modelo                     | 7.ª eliminada  | 2    | 49 días  | [ 20 ] |
| 18.ª | Erubey de Anda       | 32   | ×    | Influencer y cantante      | 6.ª eliminada  | 2    | 42 días  | [ 21 ] |
| 19.ª | Aleska Génesis       | 33   | 4    | Modelo                     | 5.ª eliminada  | 1    | 35 días  | [ 22 ] |
| 20.º | Ignacio Casano       | 44   | 2    | Actor                      | 4.º eliminado  | 2    | 28 días  | [ 23 ] |
| 21.º | Álvaro Vargas        | 34   | ×    | Modelo                     | 3.er eliminado | 1    | 21 días  | [ 24 ] |
| 22.ª | Valentina Valderrama | 28   | ×    | Modelo y presentadora      | 2.ª eliminada  | 1    | 14 días  | [ 25 ] |
| 23.º | Salvador Zerboni     | 45   | 2    | Actor                      | 1.er eliminado | 1    | 7 días   | [ 26 ] |

Notas
1. ↑   Mejor conocido por su apodo «Caramelo».
2. ↑   Mejor conocida por su apodo «Rey Grupero».
3. ↑   Mejor conocida por su apodo «Paty».
4. ↑   Mejor conocido por su apodo «Nacho».
5. ↑   Mejor conocido por su apodo «Varo».

Nota: Los participantes Caramelo, Dania y Rey cumplieron años durante su estadía en la casa.

### Intercambios
El 7 de abril de 2025, se anunció un intercambio con La casa de los famosos Colombia, a realizarse efectivo al día siguiente. Melissa Gate fue seleccionada para este intercambio temporal con Manelyk González, sin embargo, durante su estadía en el otro reality ella continuará compitiendo en La casa de los famosos All Stars y posteriormente regresa a la casa. Asímismo, Melissa también regresará y continuará compitiendo en su respectivo reality.
| Nombre       | Edad | Rol         | Ocupación     | Ingreso | Salida | Ref.   |
| ------------ | ---- | ----------- | ------------- | ------- | ------ | ------ |
| Melissa Gate | 34   | Intercambio | Chica reality | Día 64  | Día 67 | [ 29 ] |

## Resultados generales
| Caramelo  | Entra | Salvado  | Salvado   | Salvado   | Salvado   | Nominado  | Salvado   | Nominado  | Inmune    | Salvado   | Nominado  | Nominado  | Salvado   | Nominado  | Salvado   | Inmune    | Nominado  | Finalista | Finalista | Ganador    |  |  |  |  |  |  |  |  |  |  |  |  |  |  |  |  |  |  |  |  |  |  |  |  |  |  |  |  |  |  |  |  |  |  |  |  |  |  |  |  |  |  |  |  |  |  |  |  |  |  |  |  |
| Luca      | Entra | Salvado  | Nominado  | Salvado   | Salvado   | Nominado  | Nominado  | Nominado  | Nominado  | Salvado   | Salvado   | Inmune    | Salvado   | Salvado   | Inmune    | Nominado  | Nominado  | Finalista | Finalista | Subcampeón |  |  |  |  |  |  |  |  |  |  |  |  |  |  |  |  |  |  |  |  |  |  |  |  |  |  |  |  |  |  |  |  |  |  |  |  |  |  |  |  |  |  |  |  |  |  |  |  |  |  |  |  |
| Rey       | Entra | Salvado  | Salvado   | Salvado   | Nominado  | Salvado   | Salvado   | Nominado  | Salvado   | Nominado  | Nominado  | Nominado  | Nominado  | Salvado   | Salvado   | Salvado   | Salvado   | Finalista | Finalista | 3.er Fin.  |  |  |  |  |  |  |  |  |  |  |  |  |  |  |  |  |  |  |  |  |  |  |  |  |  |  |  |  |  |  |  |  |  |  |  |  |  |  |  |  |  |  |  |  |  |  |  |  |  |  |  |  |
| Rosa      | Entra | Inmune   | Inmune    | Nominada  | Salvada   | Salvada   | Salvada   | Salvada   | Salvada   | Inmune    | Salvada   | Nominada  | Salvada   | Nominada  | Nominada  | Nominada  | Salvada   | Finalista | Finalista | 4.ª Fin.   |  |  |  |  |  |  |  |  |  |  |  |  |  |  |  |  |  |  |  |  |  |  |  |  |  |  |  |  |  |  |  |  |  |  |  |  |  |  |  |  |  |  |  |  |  |  |  |  |  |  |  |  |
| Paulo     | Entra | Nominado | Salvado   | Salvado   | Nominado  | Salvado   | Salvado   | Inmune    | Nominado  | Salvado   | Salvado   | Salvado×  | Nominado  | Inmune    | Salvado   | Nominado  | Salvado   | Finalista | Finalista | 5.° Fin.   |  |  |  |  |  |  |  |  |  |  |  |  |  |  |  |  |  |  |  |  |  |  |  |  |  |  |  |  |  |  |  |  |  |  |  |  |  |  |  |  |  |  |  |  |  |  |  |  |  |  |  |  |
| Dania     | Entra | Salvada  | Salvada   | Salvada   | Salvada   | Salvada   | Salvada   | Nominada  | Salvada   | Salvada   | Salvada   | Salvada   | Inmune    | Nominada  | Nominada  | Salvada   | Finalista | Finalista | 6.ª Fin.  |            |  |  |  |  |  |  |  |  |  |  |  |  |  |  |  |  |  |  |  |  |  |  |  |  |  |  |  |  |  |  |  |  |  |  |  |  |  |  |  |  |  |  |  |  |  |  |  |  |  |  |  |  |
| Alfredo   | Entra | Nominado | Salvado   | Salvado   | Inmune    | Salvado   | Nominado  | Salvado   | Nominado  | Salvado   | Salvado   | Salvado   | Nominado  | Nominado  | Nominado  | Nominado  | Nominado  | Eliminado |           |            |  |  |  |  |  |  |  |  |  |  |  |  |  |  |  |  |  |  |  |  |  |  |  |  |  |  |  |  |  |  |  |  |  |  |  |  |  |  |  |  |  |  |  |  |  |  |  |  |  |  |  |  |
| Niurka    | Entra | Salvada  | Salvada   | Salvada   | Nominada  | Salvada   | Salvada   | Salvada   | Salvada   | Nominada  | Nominada  | Nominada  | Salvada   | Salvada   | Salvada   | Nominada* | Eliminada |           |           |            |  |  |  |  |  |  |  |  |  |  |  |  |  |  |  |  |  |  |  |  |  |  |  |  |  |  |  |  |  |  |  |  |  |  |  |  |  |  |  |  |  |  |  |  |  |  |  |  |  |  |  |  |
| Manelyk   | Entra | Salvada  | Salvada   | Salvada   | Salvada   | Inmune    | Nominada  | Salvada   | Salvada   | Salvada   | Nominada  | Nominada× | Inmune    | Nominada  | Nominada  | Eliminada |           |           |           |            |  |  |  |  |  |  |  |  |  |  |  |  |  |  |  |  |  |  |  |  |  |  |  |  |  |  |  |  |  |  |  |  |  |  |  |  |  |  |  |  |  |  |  |  |  |  |  |  |  |  |  |  |
| Paty      | Entra | Salvada  | Salvada   | Salvada   | Salvada   | Nominada  | Salvada   | Salvada   | Salvada   | Nominada  | Salvada   | Salvada   | Inmune    | Nominada  | Eliminada |           |           |           |           |            |  |  |  |  |  |  |  |  |  |  |  |  |  |  |  |  |  |  |  |  |  |  |  |  |  |  |  |  |  |  |  |  |  |  |  |  |  |  |  |  |  |  |  |  |  |  |  |  |  |  |  |  |
| Lupillo   | Entra | Salvado  | Salvado   | Salvado   | Salvado   | Nominado  | Nominado  | Nominado  | Nominado  | Salvado   | Salvado   | Salvado   | Salvado   | Abandona  |           |           |           |           |           |            |  |  |  |  |  |  |  |  |  |  |  |  |  |  |  |  |  |  |  |  |  |  |  |  |  |  |  |  |  |  |  |  |  |  |  |  |  |  |  |  |  |  |  |  |  |  |  |  |  |  |  |  |
| Diego     | Entra | Salvado  | Salvado   | Nominado  | Salvado   | Salvado   | Salvado   | Nominado  | Nominado  | Salvado   | Salvado   | Salvado   | Nominado  | Eliminado |           |           |           |           |           |            |  |  |  |  |  |  |  |  |  |  |  |  |  |  |  |  |  |  |  |  |  |  |  |  |  |  |  |  |  |  |  |  |  |  |  |  |  |  |  |  |  |  |  |  |  |  |  |  |  |  |  |  |
| Carlos    | Entra | Inmune   | Inmune    | Nominado  | Salvado   | Salvado   | Inmune    | Salvado   | Salvado   | Salvado   | Inmune    | Nominado  | Eliminado |           |           |           |           |           |           |            |  |  |  |  |  |  |  |  |  |  |  |  |  |  |  |  |  |  |  |  |  |  |  |  |  |  |  |  |  |  |  |  |  |  |  |  |  |  |  |  |  |  |  |  |  |  |  |  |  |  |  |  |
| Uriel     | Entra | Nominado | Salvado   | Salvado   | Salvado   | Salvado   | Salvado   | Salvado   | Salvado   | Salvado   | Nominado  | Eliminado |           |           |           |           |           |           |           |            |  |  |  |  |  |  |  |  |  |  |  |  |  |  |  |  |  |  |  |  |  |  |  |  |  |  |  |  |  |  |  |  |  |  |  |  |  |  |  |  |  |  |  |  |  |  |  |  |  |  |  |  |
| Alejandra | Entra | Salvada  | Salvada   | Salvada   | Nominada  | Salvada   | Salvada   | Salvada   | Nominada  | Nominada  | Eliminada |           |           |           |           |           |           |           |           |            |  |  |  |  |  |  |  |  |  |  |  |  |  |  |  |  |  |  |  |  |  |  |  |  |  |  |  |  |  |  |  |  |  |  |  |  |  |  |  |  |  |  |  |  |  |  |  |  |  |  |  |  |
| Laura     | Entra | Salvada  | Salvada   | Salvada   | Salvada   | Salvada   | Salvada   | Salvada   | Nominada  | Eliminada |           |           |           |           |           |           |           |           |           |            |  |  |  |  |  |  |  |  |  |  |  |  |  |  |  |  |  |  |  |  |  |  |  |  |  |  |  |  |  |  |  |  |  |  |  |  |  |  |  |  |  |  |  |  |  |  |  |  |  |  |  |  |
| Julia     | Entra | Salvada  | Salvada   | Inmune    | Salvada   | Salvada   | Salvada   | Nominada  | Eliminada |           |           |           |           |           |           |           |           |           |           |            |  |  |  |  |  |  |  |  |  |  |  |  |  |  |  |  |  |  |  |  |  |  |  |  |  |  |  |  |  |  |  |  |  |  |  |  |  |  |  |  |  |  |  |  |  |  |  |  |  |  |  |  |
| Erubey    | Entra | Salvada  | Nominada  | Salvada   | Salvada   | Salvada   | Nominada  | Eliminada |           |           |           |           |           |           |           |           |           |           |           |            |  |  |  |  |  |  |  |  |  |  |  |  |  |  |  |  |  |  |  |  |  |  |  |  |  |  |  |  |  |  |  |  |  |  |  |  |  |  |  |  |  |  |  |  |  |  |  |  |  |  |  |  |
| Aleska    | Entra | Salvada  | Salvada   | Salvada   | Salvada   | Nominada  | Eliminada |           |           |           |           |           |           |           |           |           |           |           |           |            |  |  |  |  |  |  |  |  |  |  |  |  |  |  |  |  |  |  |  |  |  |  |  |  |  |  |  |  |  |  |  |  |  |  |  |  |  |  |  |  |  |  |  |  |  |  |  |  |  |  |  |  |
| Nacho     | Entra | Salvado  | Nominado  | Salvado   | Nominado  | Eliminado |           |           |           |           |           |           |           |           |           |           |           |           |           |            |  |  |  |  |  |  |  |  |  |  |  |  |  |  |  |  |  |  |  |  |  |  |  |  |  |  |  |  |  |  |  |  |  |  |  |  |  |  |  |  |  |  |  |  |  |  |  |  |  |  |  |  |
| Álvaro    | Entra | Inmune   | Inmune    | Nominado  | Eliminado |           |           |           |           |           |           |           |           |           |           |           |           |           |           |            |  |  |  |  |  |  |  |  |  |  |  |  |  |  |  |  |  |  |  |  |  |  |  |  |  |  |  |  |  |  |  |  |  |  |  |  |  |  |  |  |  |  |  |  |  |  |  |  |  |  |  |  |
| Valentina | Entra | Salvada  | Nominada  | Eliminada |           |           |           |           |           |           |           |           |           |           |           |           |           |           |           |            |  |  |  |  |  |  |  |  |  |  |  |  |  |  |  |  |  |  |  |  |  |  |  |  |  |  |  |  |  |  |  |  |  |  |  |  |  |  |  |  |  |  |  |  |  |  |  |  |  |  |  |  |
| Zerboni   | Entra | Nominado | Eliminado |           |           |           |           |           |           |           |           |           |           |           |           |           |           |           |           |            |  |  |  |  |  |  |  |  |  |  |  |  |  |  |  |  |  |  |  |  |  |  |  |  |  |  |  |  |  |  |  |  |  |  |  |  |  |  |  |  |  |  |  |  |  |  |  |  |  |  |  |  |

- *: Nominado por sanción.
- ×: Nominación fulminante por poder especial.

     Inmune y líder de la semana.
     Inmune por poder especial.
     Salvado de la nominación.
     Nominado para la votación de la audiencia.
     Salvado por el líder u otro.
     Expulsado por la audiencia.
     Expulsado por sanción.
     Abandona la competencia.

## Nominaciones

### Tabla de nominaciones
| Caramelo                    | Julia Paty                            | Álvaro Nacho                          | Carlos Nacho Diego Álvaro          | Paulo Julia                            | Lupillo Luca Erubey                     | Erubey Luca Lupillo                      | Luca Lupillo Carlos                                | Rey Niurka                                             | Dania Paty Diego                | Rosa Diego Uriel                       | Carlos Rosa Diego                             | Paulo Rosa Diego             | Luca Rosa Dania                               | Paulo Rosa Dania                 | Rosa Luca Paulo                    | Rosa Paulo                 | Sin nominaciones                   | Ganador (Día 119)              | Ganador (Día 119)              |                              |                              |                              |                              |                     |  |  |  |  |  |  |  |  |  |  |  |  |  |  |  |  |  |  |  |  |  |  |  |  |  |  |  |  |  |  |  |  |  |  |  |  |  |  |  |  |  |  |  |  |  |  |  |  |  |  |  |  |  |  |  |  |  |  |  |  |  |  |  |  |  |  |  |  |  |  |  |  |  |  |  |  |  |  |  |  |  |  |  |  |  |  |  |  |  |  |  |  |  |  |
| Luca                        | Alejandra Nacho                       | Nacho Álvaro                          | Carlos Diego                       | Rey Niurka                             | Uriel Paty Dania                        | Manelyk Alfredo Uriel                    | Caramelo Rey Dania                                 | No vota                                                | Niurka Alejandra Rey            | Caramelo Niurka Rey                    | Niurka Caramelo Rey                           | Alfredo Rey Niurka           | Manelyk Dania Caramelo                        | Alfredo Manelyk Rey              | Rey Alfredo Dania                  | Alfredo Caramelo           | Sin nominaciones                   | Subcampeón (Día 119)           | Subcampeón (Día 119)           |                              |                              |                              |                              |                     |  |  |  |  |  |  |  |  |  |  |  |  |  |  |  |  |  |  |  |  |  |  |  |  |  |  |  |  |  |  |  |  |  |  |  |  |  |  |  |  |  |  |  |  |  |  |  |  |  |  |  |  |  |  |  |  |  |  |  |  |  |  |  |  |  |  |  |  |  |  |  |  |  |  |  |  |  |  |  |  |  |  |  |  |  |  |  |  |  |  |  |  |  |  |
| Rey                         | Nacho Rosa                            | Álvaro Nahco                          | Diego Carlos                       | Paulo Julia                            | Luca Lupillo Julia                      | Erubey Rosa Lupillo                      | Carlos Julia Luca                                  | Niurka Manelyk                                         | Dania Paty Diego                | Rosa Uriel Paty                        | Paulo Niurka Caramelo Diego                   | Paulo Rosa Diego             | Rosa Luca Dania                               | Paulo Rosa Dania                 | Paulo Luca Rosa                    | Rosa Luca                  | Sin nominaciones                   | 3.er finalista (Día 119)       | 3.er finalista (Día 119)       |                              |                              |                              |                              |                     |  |  |  |  |  |  |  |  |  |  |  |  |  |  |  |  |  |  |  |  |  |  |  |  |  |  |  |  |  |  |  |  |  |  |  |  |  |  |  |  |  |  |  |  |  |  |  |  |  |  |  |  |  |  |  |  |  |  |  |  |  |  |  |  |  |  |  |  |  |  |  |  |  |  |  |  |  |  |  |  |  |  |  |  |  |  |  |  |  |  |  |  |  |  |
| Rosa                        | Rey Caramelo                          | Erubey Alejandra                      | Niurka Alejandra                   | Alejandra Manelyk                      | Paty Caramelo Dania                     | Manelyk Uriel Alfredo                    | Rey Dania Caramelo                                 | Carlos Laura                                           | Manelyk Caramelo Niurka         | Manelyk Rey Caramelo                   | Alfredo Caramelo Rey                          | Niurka Rey Alfredo           | Alfredo Rey Niurka                            | Paulo Dania Niurka               | Rey Alfredo Dania                  | Caramelo Rey               | Sin nominaciones                   | 4.ª finalista (Día 119)        | 4.ª finalista (Día 119)        |                              |                              |                              |                              |                     |  |  |  |  |  |  |  |  |  |  |  |  |  |  |  |  |  |  |  |  |  |  |  |  |  |  |  |  |  |  |  |  |  |  |  |  |  |  |  |  |  |  |  |  |  |  |  |  |  |  |  |  |  |  |  |  |  |  |  |  |  |  |  |  |  |  |  |  |  |  |  |  |  |  |  |  |  |  |  |  |  |  |  |  |  |  |  |  |  |  |  |  |  |  |
| Paulo                       | Alfredo Manelyk                       | Nacho Álvaro                          | Carlos Diego                       | Rey Niurka                             | Caramelo Alfredo Rey                    | Alfredo Manelyk Rey                      | Caramelo Dania Alejandra                           | Rosa Carlos                                            | Niurka Rey Manelyk              | Caramelo Rey Manelyk                   | Niurka Rey Caramelo                           | Alfredo Rey Niurka           | Paty Caramelo Dania                           | Caramelo Rey Manelyk             | Alfredo Dania Rey                  | Alfredo Caramelo           | Sin nominaciones                   | 5.° finalista (Día 119)        | 5.° finalista (Día 119)        |                              |                              |                              |                              |                     |  |  |  |  |  |  |  |  |  |  |  |  |  |  |  |  |  |  |  |  |  |  |  |  |  |  |  |  |  |  |  |  |  |  |  |  |  |  |  |  |  |  |  |  |  |  |  |  |  |  |  |  |  |  |  |  |  |  |  |  |  |  |  |  |  |  |  |  |  |  |  |  |  |  |  |  |  |  |  |  |  |  |  |  |  |  |  |  |  |  |  |  |  |  |
| Dania                       | Álvaro Nacho                          | Rosa Valentina                        | Rosa Álvaro                        | Niurka Rey                             | Luca Aleska Erubey                      | Luca Diego Erubey                        | Carlos Lupillo Diego                               | Paty Uriel                                             | Alejandra Niurka Rey            | Manelyk Niurka Rey                     | Niurka Rey                                    | Diego Rosa Caramelo          | Rosa Luca Niurka                              | Paulo Rosa Manelyk               | Paulo Rey Luca                     | Rosa Luca                  | Sin nominaciones                   | 6.ª finalista (Día 115)        | 6.ª finalista (Día 115)        |                              |                              |                              |                              |                     |  |  |  |  |  |  |  |  |  |  |  |  |  |  |  |  |  |  |  |  |  |  |  |  |  |  |  |  |  |  |  |  |  |  |  |  |  |  |  |  |  |  |  |  |  |  |  |  |  |  |  |  |  |  |  |  |  |  |  |  |  |  |  |  |  |  |  |  |  |  |  |  |  |  |  |  |  |  |  |  |  |  |  |  |  |  |  |  |  |  |  |  |  |  |
| Alfredo                     | Paulo Aleska                          | Valentina Rosa                        | Nacho Carlos                       | Paulo Rosa                             | Luca Lupillo Erubey                     | Lupillo Luca Paulo                       | Lupillo Luca Carlos                                | Uriel Paty                                             | Niurka Alejandra (Paty) Manelyk | Caramelo Rey Manelyk                   | Rosa Carlos Diego                             | Diego Paulo Rosa             | Rosa Luca Dania                               | Paulo Rosa Niurka                | Paulo Luca Rosa                    | Luca Paulo                 | Eliminado (Día 112)                | Eliminado (Día 112)            | Eliminado (Día 112)            | Eliminado (Día 112)          | Eliminado (Día 112)          | Eliminado (Día 112)          | Eliminado (Día 112)          | Eliminado (Día 112) |  |  |  |  |  |  |  |  |  |  |  |  |  |  |  |  |  |  |  |  |  |  |  |  |  |  |  |  |  |  |  |  |  |  |  |  |  |  |  |  |  |  |  |  |  |  |  |  |  |  |  |  |  |  |  |  |  |  |  |  |  |  |  |  |  |  |  |  |  |  |  |  |  |  |  |  |  |  |  |  |  |  |  |  |  |  |  |  |  |  |  |  |  |  |
| Niurka                      | Zerboni Uriel                         | Álvaro Nacho                          | Diego Carlos                       | Paulo Julia                            | Aleska Erubey Lupillo                   | Laura Rosa Dania                         | Dania Paty Julia                                   | Rey Manelyk                                            | Paty Dania Diego                | Uriel Dania Rosa                       | Rosa Carlos Diego                             | Paulo Rosa Diego             | Rosa Luca Dania                               | Manelyk Dania Alfredo            | Rey Rosa Luca                      | Eliminada (Día 105)        | Eliminada (Día 105)                | Eliminada (Día 105)            | Eliminada (Día 105)            | Eliminada (Día 105)          | Eliminada (Día 105)          | Eliminada (Día 105)          | Eliminada (Día 105)          |                     |  |  |  |  |  |  |  |  |  |  |  |  |  |  |  |  |  |  |  |  |  |  |  |  |  |  |  |  |  |  |  |  |  |  |  |  |  |  |  |  |  |  |  |  |  |  |  |  |  |  |  |  |  |  |  |  |  |  |  |  |  |  |  |  |  |  |  |  |  |  |  |  |  |  |  |  |  |  |  |  |  |  |  |  |  |  |  |  |  |  |  |  |  |  |
| Manelyk                     | Alejandra Paulo                       | Rosa Valentina                        | Álvaro Rosa                        | Julia Nacho                            | No vota                                 | Rosa Lupillo Diego                       | Carlos Julia Diego                                 | Alejandra Rey                                          | Paty Dania Diego                | Uriel Rosa Diego                       | Carlos Rosa Diego                             | Diego Rosa Paulo             | Rosa Luca Dania                               | Paulo Rosa Dania                 | Eliminada (Día 98)                 | Eliminada (Día 98)         | Eliminada (Día 98)                 | Eliminada (Día 98)             | Eliminada (Día 98)             | Eliminada (Día 98)           | Eliminada (Día 98)           | Eliminada (Día 98)           |                              |                     |  |  |  |  |  |  |  |  |  |  |  |  |  |  |  |  |  |  |  |  |  |  |  |  |  |  |  |  |  |  |  |  |  |  |  |  |  |  |  |  |  |  |  |  |  |  |  |  |  |  |  |  |  |  |  |  |  |  |  |  |  |  |  |  |  |  |  |  |  |  |  |  |  |  |  |  |  |  |  |  |  |  |  |  |  |  |  |  |  |  |  |  |  |  |
| Paty                        | Álvaro Caramelo                       | Valentina Paulo                       | Nacho Rosa Álvaro                  | Julia Nacho                            | Luca Aleska Paulo                       | Luca Erubey Lupillo                      | Diego Carlos Lupillo                               | Uriel Dania                                            | Niurka Alejandra Rey            | Manelyk Niurka Rey                     | Niurka Caramelo Rey                           | Diego Rosa Caramelo          | Luca Rosa Dania                               | Eliminada (Día 91)               | Eliminada (Día 91)                 | Eliminada (Día 91)         | Eliminada (Día 91)                 | Eliminada (Día 91)             | Eliminada (Día 91)             | Eliminada (Día 91)           | Eliminada (Día 91)           |                              |                              |                     |  |  |  |  |  |  |  |  |  |  |  |  |  |  |  |  |  |  |  |  |  |  |  |  |  |  |  |  |  |  |  |  |  |  |  |  |  |  |  |  |  |  |  |  |  |  |  |  |  |  |  |  |  |  |  |  |  |  |  |  |  |  |  |  |  |  |  |  |  |  |  |  |  |  |  |  |  |  |  |  |  |  |  |  |  |  |  |  |  |  |  |  |  |  |
| Lupillo                     | Zerboni Alfredo                       | Nacho Álvaro                          | Rosa Carlos Diego                  | Rey Niurka                             | Niurka Dania Rey                        | Alfredo Manelyk Uriel                    | Dania Rey Uriel                                    | Paulo Luca                                             | Niurka Rey (Diego) Alejandra    | Caramelo Niurka Rey                    | Rey Caramelo Niurka                           | Alfredo Rey Niurka           | Abandono (Día 86)                             | Abandono (Día 86)                | Abandono (Día 86)                  | Abandono (Día 86)          | Abandono (Día 86)                  | Abandono (Día 86)              | Abandono (Día 86)              | Abandono (Día 86)            |                              |                              |                              |                     |  |  |  |  |  |  |  |  |  |  |  |  |  |  |  |  |  |  |  |  |  |  |  |  |  |  |  |  |  |  |  |  |  |  |  |  |  |  |  |  |  |  |  |  |  |  |  |  |  |  |  |  |  |  |  |  |  |  |  |  |  |  |  |  |  |  |  |  |  |  |  |  |  |  |  |  |  |  |  |  |  |  |  |  |  |  |  |  |  |  |  |  |  |  |
| Diego                       | Zerboni Alfredo                       | Luca Alejandra                        | Lupillo Alejandra                  | Manelyk Alejandra                      | Uriel Caramelo Alfredo                  | Alejandra Manelyk Alfredo                | Rey Dania Alejandra                                | Rosa Carlos                                            | Rey Alejandra Niurka            | Rey Niurka Caramelo                    | Rey                                           | Niurka Rey Alfredo           | Eliminado (Día 84)                            | Eliminado (Día 84)               | Eliminado (Día 84)                 | Eliminado (Día 84)         | Eliminado (Día 84)                 | Eliminado (Día 84)             | Eliminado (Día 84)             | Eliminado (Día 84)           | Eliminado (Día 84)           |                              |                              |                     |  |  |  |  |  |  |  |  |  |  |  |  |  |  |  |  |  |  |  |  |  |  |  |  |  |  |  |  |  |  |  |  |  |  |  |  |  |  |  |  |  |  |  |  |  |  |  |  |  |  |  |  |  |  |  |  |  |  |  |  |  |  |  |  |  |  |  |  |  |  |  |  |  |  |  |  |  |  |  |  |  |  |  |  |  |  |  |  |  |  |  |  |  |  |
| Carlos                      | Zerboni Manelyk                       | Luca Erubey                           | Lupillo Alejandra                  | Manelyk Alejandra                      | Luca Lupillo Caramelo                   | Caramelo Manelyk Alejandra               | Rey Dania Alejandra                                | Rosa Diego                                             | Niurka Alejandra Rey            | Caramelo Niurka Rey                    | Manelyk Alfredo Rey Caramelo                  | Eliminado (Día 77)           | Eliminado (Día 77)                            | Eliminado (Día 77)               | Eliminado (Día 77)                 | Eliminado (Día 77)         | Eliminado (Día 77)                 | Eliminado (Día 77)             | Eliminado (Día 77)             | Eliminado (Día 77)           | Eliminado (Día 77)           |                              |                              |                     |  |  |  |  |  |  |  |  |  |  |  |  |  |  |  |  |  |  |  |  |  |  |  |  |  |  |  |  |  |  |  |  |  |  |  |  |  |  |  |  |  |  |  |  |  |  |  |  |  |  |  |  |  |  |  |  |  |  |  |  |  |  |  |  |  |  |  |  |  |  |  |  |  |  |  |  |  |  |  |  |  |  |  |  |  |  |  |  |  |  |  |  |  |  |
| Uriel                       | Paulo Aleska                          | Valentina Rosa                        | Rosa Álvaro                        | Julia Nacho                            | Julia Aleska Luca                       | Luca Lupillo Erubey                      | Diego Luca Carlos                                  | Alfredo Dania                                          | Niurka Alejandra Rey            | Manelyk Niurka Rey                     | Eliminado (Día 70)                            | Eliminado (Día 70)           | Eliminado (Día 70)                            | Eliminado (Día 70)               | Eliminado (Día 70)                 | Eliminado (Día 70)         | Eliminado (Día 70)                 | Eliminado (Día 70)             | Eliminado (Día 70)             | Eliminado (Día 70)           |                              |                              |                              |                     |  |  |  |  |  |  |  |  |  |  |  |  |  |  |  |  |  |  |  |  |  |  |  |  |  |  |  |  |  |  |  |  |  |  |  |  |  |  |  |  |  |  |  |  |  |  |  |  |  |  |  |  |  |  |  |  |  |  |  |  |  |  |  |  |  |  |  |  |  |  |  |  |  |  |  |  |  |  |  |  |  |  |  |  |  |  |  |  |  |  |  |  |  |  |
| Alejandra                   | Paulo Aleska                          | Rosa Valentina                        | Álvaro Rosa                        | Nacho Julia                            | Lupillo Julia Aleska                    | Rosa Luca Lupillo                        | Julia Rosa Carlos                                  | Rey Manelyk                                            | Dania Paty Diego                | Eliminada (Día 63)                     | Eliminada (Día 63)                            | Eliminada (Día 63)           | Eliminada (Día 63)                            | Eliminada (Día 63)               | Eliminada (Día 63)                 | Eliminada (Día 63)         | Eliminada (Día 63)                 | Eliminada (Día 63)             | Eliminada (Día 63)             |                              |                              |                              |                              |                     |  |  |  |  |  |  |  |  |  |  |  |  |  |  |  |  |  |  |  |  |  |  |  |  |  |  |  |  |  |  |  |  |  |  |  |  |  |  |  |  |  |  |  |  |  |  |  |  |  |  |  |  |  |  |  |  |  |  |  |  |  |  |  |  |  |  |  |  |  |  |  |  |  |  |  |  |  |  |  |  |  |  |  |  |  |  |  |  |  |  |  |  |  |  |
| Laura                       | Alejandra Erubey                      | Alejandra Erubey                      | Niurka Alejandra Alfredo Nacho Rey | Niurka Alejandra                       | Alfredo Luca Uriel                      | Alfredo Alejandra Uriel                  | Caramelo Rey Dania                                 | Lupillo Luca                                           | Eliminada (Día 56)              | Eliminada (Día 56)                     | Eliminada (Día 56)                            | Eliminada (Día 56)           | Eliminada (Día 56)                            | Eliminada (Día 56)               | Eliminada (Día 56)                 | Eliminada (Día 56)         | Eliminada (Día 56)                 | Eliminada (Día 56)             | Eliminada (Día 56)             |                              |                              |                              |                              |                     |  |  |  |  |  |  |  |  |  |  |  |  |  |  |  |  |  |  |  |  |  |  |  |  |  |  |  |  |  |  |  |  |  |  |  |  |  |  |  |  |  |  |  |  |  |  |  |  |  |  |  |  |  |  |  |  |  |  |  |  |  |  |  |  |  |  |  |  |  |  |  |  |  |  |  |  |  |  |  |  |  |  |  |  |  |  |  |  |  |  |  |  |  |  |
| Julia                       | Alejandra Uriel                       | Alejandra Erubey                      | Niurka Alejandra                   | Alejandra Manelyk                      | Rey Alejandra Uriel                     | Alejandra Uriel Rey                      | Rey Dania Alejandra                                | Eliminada (Día 49)                                     | Eliminada (Día 49)              | Eliminada (Día 49)                     | Eliminada (Día 49)                            | Eliminada (Día 49)           | Eliminada (Día 49)                            | Eliminada (Día 49)               | Eliminada (Día 49)                 | Eliminada (Día 49)         | Eliminada (Día 49)                 | Eliminada (Día 49)             | Eliminada (Día 49)             | Eliminada (Día 49)           | Eliminada (Día 49)           | Eliminada (Día 49)           |                              |                     |  |  |  |  |  |  |  |  |  |  |  |  |  |  |  |  |  |  |  |  |  |  |  |  |  |  |  |  |  |  |  |  |  |  |  |  |  |  |  |  |  |  |  |  |  |  |  |  |  |  |  |  |  |  |  |  |  |  |  |  |  |  |  |  |  |  |  |  |  |  |  |  |  |  |  |  |  |  |  |  |  |  |  |  |  |  |  |  |  |  |  |  |  |  |
| Erubey                      | Uriel Laura                           | Álvaro Nacho                          | Diego Carlos                       | Niurka Rey                             | Caramelo Alfredo Uriel                  | Dania Manelyk Niurka                     | Eliminada (Día 42)                                 | Eliminada (Día 42)                                     | Eliminada (Día 42)              | Eliminada (Día 42)                     | Eliminada (Día 42)                            | Eliminada (Día 42)           | Eliminada (Día 42)                            | Eliminada (Día 42)               | Eliminada (Día 42)                 | Eliminada (Día 42)         | Eliminada (Día 42)                 | Eliminada (Día 42)             | Eliminada (Día 42)             | Eliminada (Día 42)           | Eliminada (Día 42)           |                              |                              |                     |  |  |  |  |  |  |  |  |  |  |  |  |  |  |  |  |  |  |  |  |  |  |  |  |  |  |  |  |  |  |  |  |  |  |  |  |  |  |  |  |  |  |  |  |  |  |  |  |  |  |  |  |  |  |  |  |  |  |  |  |  |  |  |  |  |  |  |  |  |  |  |  |  |  |  |  |  |  |  |  |  |  |  |  |  |  |  |  |  |  |  |  |  |  |
| Aleska                      | Alfredo Luca                          | Luca Alejandra                        | Niurka Alejandra Nacho             | Alejandra Niurka                       | Paty Uriel Alfredo                      | Eliminada (Día 35)                       | Eliminada (Día 35)                                 | Eliminada (Día 35)                                     | Eliminada (Día 35)              | Eliminada (Día 35)                     | Eliminada (Día 35)                            | Eliminada (Día 35)           | Eliminada (Día 35)                            | Eliminada (Día 35)               | Eliminada (Día 35)                 | Eliminada (Día 35)         | Eliminada (Día 35)                 | Eliminada (Día 35)             | Eliminada (Día 35)             | Eliminada (Día 35)           |                              |                              |                              |                     |  |  |  |  |  |  |  |  |  |  |  |  |  |  |  |  |  |  |  |  |  |  |  |  |  |  |  |  |  |  |  |  |  |  |  |  |  |  |  |  |  |  |  |  |  |  |  |  |  |  |  |  |  |  |  |  |  |  |  |  |  |  |  |  |  |  |  |  |  |  |  |  |  |  |  |  |  |  |  |  |  |  |  |  |  |  |  |  |  |  |  |  |  |  |
| Nacho                       | Manelyk Uriel                         | Luca Erubey                           | Lupillo Alejandra                  | Manelyk Alejandra                      | Eliminado (Día 28)                      | Eliminado (Día 28)                       | Eliminado (Día 28)                                 | Eliminado (Día 28)                                     | Eliminado (Día 28)              | Eliminado (Día 28)                     | Eliminado (Día 28)                            | Eliminado (Día 28)           | Eliminado (Día 28)                            | Eliminado (Día 28)               | Eliminado (Día 28)                 | Eliminado (Día 28)         | Eliminado (Día 28)                 | Eliminado (Día 28)             | Eliminado (Día 28)             |                              |                              |                              |                              |                     |  |  |  |  |  |  |  |  |  |  |  |  |  |  |  |  |  |  |  |  |  |  |  |  |  |  |  |  |  |  |  |  |  |  |  |  |  |  |  |  |  |  |  |  |  |  |  |  |  |  |  |  |  |  |  |  |  |  |  |  |  |  |  |  |  |  |  |  |  |  |  |  |  |  |  |  |  |  |  |  |  |  |  |  |  |  |  |  |  |  |  |  |  |  |
| Álvaro                      | Luca Caramelo                         | Luca Erubey                           | Lupillo Alejandra                  | Eliminado (Día 21)                     | Eliminado (Día 21)                      | Eliminado (Día 21)                       | Eliminado (Día 21)                                 | Eliminado (Día 21)                                     | Eliminado (Día 21)              | Eliminado (Día 21)                     | Eliminado (Día 21)                            | Eliminado (Día 21)           | Eliminado (Día 21)                            | Eliminado (Día 21)               | Eliminado (Día 21)                 | Eliminado (Día 21)         | Eliminado (Día 21)                 | Eliminado (Día 21)             | Eliminado (Día 21)             |                              |                              |                              |                              |                     |  |  |  |  |  |  |  |  |  |  |  |  |  |  |  |  |  |  |  |  |  |  |  |  |  |  |  |  |  |  |  |  |  |  |  |  |  |  |  |  |  |  |  |  |  |  |  |  |  |  |  |  |  |  |  |  |  |  |  |  |  |  |  |  |  |  |  |  |  |  |  |  |  |  |  |  |  |  |  |  |  |  |  |  |  |  |  |  |  |  |  |  |  |  |
| Valentina                   | Caramelo Uriel                        | Alejandra Erubey                      | Eliminada (Día 14)                 | Eliminada (Día 14)                     | Eliminada (Día 14)                      | Eliminada (Día 14)                       | Eliminada (Día 14)                                 | Eliminada (Día 14)                                     | Eliminada (Día 14)              | Eliminada (Día 14)                     | Eliminada (Día 14)                            | Eliminada (Día 14)           | Eliminada (Día 14)                            | Eliminada (Día 14)               | Eliminada (Día 14)                 | Eliminada (Día 14)         | Eliminada (Día 14)                 | Eliminada (Día 14)             | Eliminada (Día 14)             | Eliminada (Día 14)           |                              |                              |                              |                     |  |  |  |  |  |  |  |  |  |  |  |  |  |  |  |  |  |  |  |  |  |  |  |  |  |  |  |  |  |  |  |  |  |  |  |  |  |  |  |  |  |  |  |  |  |  |  |  |  |  |  |  |  |  |  |  |  |  |  |  |  |  |  |  |  |  |  |  |  |  |  |  |  |  |  |  |  |  |  |  |  |  |  |  |  |  |  |  |  |  |  |  |  |  |
| Zerboni                     | Aleska Paulo                          | Eliminado (Día 7)                     | Eliminado (Día 7)                  | Eliminado (Día 7)                      | Eliminado (Día 7)                       | Eliminado (Día 7)                        | Eliminado (Día 7)                                  | Eliminado (Día 7)                                      | Eliminado (Día 7)               | Eliminado (Día 7)                      | Eliminado (Día 7)                             | Eliminado (Día 7)            | Eliminado (Día 7)                             | Eliminado (Día 7)                | Eliminado (Día 7)                  | Eliminado (Día 7)          | Eliminado (Día 7)                  | Eliminado (Día 7)              | Eliminado (Día 7)              |                              |                              |                              |                              |                     |  |  |  |  |  |  |  |  |  |  |  |  |  |  |  |  |  |  |  |  |  |  |  |  |  |  |  |  |  |  |  |  |  |  |  |  |  |  |  |  |  |  |  |  |  |  |  |  |  |  |  |  |  |  |  |  |  |  |  |  |  |  |  |  |  |  |  |  |  |  |  |  |  |  |  |  |  |  |  |  |  |  |  |  |  |  |  |  |  |  |  |  |  |  |
|                             |                                       |                                       |                                    |                                        |                                         |                                          |                                                    |                                                        |                                 |                                        |                                               |                              |                                               |                                  |                                    |                            |                                    |                                |                                |                              |                              |                              |                              |                     |  |  |  |  |  |  |  |  |  |  |  |  |  |  |  |  |  |  |  |  |  |  |  |  |  |  |  |  |  |  |  |  |  |  |  |  |  |  |  |  |  |  |  |  |  |  |  |  |  |  |  |  |  |  |  |  |  |  |  |  |  |  |  |  |  |  |  |  |  |  |  |  |  |  |  |  |  |  |  |  |  |  |  |  |  |  |  |  |  |  |  |  |  |  |
| Notas                       | [ n.3 1 ]                             | [ n.3 2 ]                             | [ n.3 3 ]                          | [ n.3 4 ]                              | [ n.3 5 ]                               | [ n.3 6 ]                                | –                                                  | [ n.3 7 ]                                              | [ n.3 8 ]                       | [ n.3 9 ] [ n.3 10 ] [ n.3 11 ]        | [ n.3 12 ] [ n.3 13 ] [ n.3 14 ]              | [ n.3 15 ] [ n.3 16 ]        | –                                             | [ n.3 17 ]                       | [ n.3 18 ]                         | [ n.3 19 ] [ n.3 20 ]      | –                                  | –                              | –                              |                              |                              |                              |                              |                     |  |  |  |  |  |  |  |  |  |  |  |  |  |  |  |  |  |  |  |  |  |  |  |  |  |  |  |  |  |  |  |  |  |  |  |  |  |  |  |  |  |  |  |  |  |  |  |  |  |  |  |  |  |  |  |  |  |  |  |  |  |  |  |  |  |  |  |  |  |  |  |  |  |  |  |  |  |  |  |  |  |  |  |  |  |  |  |  |  |  |  |  |  |  |
| Líder                       | Carlos                                | Alejandra Carlos                      | Julia                              | Alfredo                                | Manelyk                                 | Julia Carlos                             | Paulo                                              | Caramelo                                               | Rosa                            | Carlos                                 | Luca                                          | Dania                        | Paulo                                         | Luca                             | Rosa Caramelo                      | –                          | –                                  | –                              | –                              |                              |                              |                              |                              |                     |  |  |  |  |  |  |  |  |  |  |  |  |  |  |  |  |  |  |  |  |  |  |  |  |  |  |  |  |  |  |  |  |  |  |  |  |  |  |  |  |  |  |  |  |  |  |  |  |  |  |  |  |  |  |  |  |  |  |  |  |  |  |  |  |  |  |  |  |  |  |  |  |  |  |  |  |  |  |  |  |  |  |  |  |  |  |  |  |  |  |  |  |  |  |
| Nominados                   | Alejandra Alfredo Paulo Uriel Zerboni | Alejandra Erubey Luca Nacho Valentina | Álvaro Carlos Diego Niurka Rosa    | Alejandra Julia Nacho Niurka Paulo Rey | Aleska Caramelo Luca Lupillo Paty Uriel | Alfredo Erubey Luca Lupillo Manelyk Rosa | Caramelo Carlos Dania Diego Julia Luca Lupillo Rey | Alejandra Alfredo Dania Diego Laura Luca Lupillo Paulo | Alejandra Dania Niurka Paty Rey | Caramelo Manelyk Niurka Rey Rosa Uriel | Caramelo Carlos Manelyk Niurka Paulo Rey Rosa | Alfredo Diego Paulo Rey Rosa | Alfredo Caramelo Dania Luca Manelyk Paty Rosa | Alfredo Dania Manelyk Paulo Rosa | Alfredo Luca Niurka Paulo Rey Rosa | Alfredo Caramelo Luca Rosa | Caramelo Dania Luca Paulo Rey Rosa | Caramelo Luca Paulo Rey Rosa   | Caramelo Luca Paulo Rey Rosa   | Caramelo Luca Paulo Rey Rosa | Caramelo Luca Paulo Rey Rosa | Caramelo Luca Paulo Rey Rosa | Caramelo Luca Paulo Rey Rosa |                     |  |  |  |  |  |  |  |  |  |  |  |  |  |  |  |  |  |  |  |  |  |  |  |  |  |  |  |  |  |  |  |  |  |  |  |  |  |  |  |  |  |  |  |  |  |  |  |  |  |  |  |  |  |  |  |  |  |  |  |  |  |  |  |  |  |  |  |  |  |  |  |  |  |  |  |  |  |  |  |  |  |  |  |  |  |  |  |  |  |  |  |  |  |  |
| Poder de salvación          | Aleska                                | Uriel                                 | Caramelo                           | Rosa                                   | Dania                                   | Julia                                    | Carlos                                             | Dania                                                  | Lupillo                         | –                                      | Lupillo                                       | Diego                        | –                                             | –                                | –                                  | –                          | –                                  | –                              | –                              |                              |                              |                              |                              |                     |  |  |  |  |  |  |  |  |  |  |  |  |  |  |  |  |  |  |  |  |  |  |  |  |  |  |  |  |  |  |  |  |  |  |  |  |  |  |  |  |  |  |  |  |  |  |  |  |  |  |  |  |  |  |  |  |  |  |  |  |  |  |  |  |  |  |  |  |  |  |  |  |  |  |  |  |  |  |  |  |  |  |  |  |  |  |  |  |  |  |  |  |  |  |
| Salvado por el líder u otro | Alejandra                             | Alejandra                             | Niurka                             | Julia                                  | Uriel                                   | Rosa                                     | Carlos                                             | Dania                                                  | Dania                           | Rosa                                   | Paulo                                         | Rosa                         | Luca                                          | Paulo                            | Rey                                | Rosa                       | –                                  | –                              | –                              |                              |                              |                              |                              |                     |  |  |  |  |  |  |  |  |  |  |  |  |  |  |  |  |  |  |  |  |  |  |  |  |  |  |  |  |  |  |  |  |  |  |  |  |  |  |  |  |  |  |  |  |  |  |  |  |  |  |  |  |  |  |  |  |  |  |  |  |  |  |  |  |  |  |  |  |  |  |  |  |  |  |  |  |  |  |  |  |  |  |  |  |  |  |  |  |  |  |  |  |  |  |
| Eliminado/a                 | Zerboni menos votado                  | Valentina menos votada                | Álvaro menos votado                | Nacho menos votado                     | Aleska menos votada                     | Erubey menos votada                      | Julia menos votada                                 | Laura menos votada                                     | Alejandra menos votada          | Uriel menos votado                     | Carlos menos votado                           | Diego menos votado           | Paty menos votada                             | Manelyk menos votada             | Niurka menos votada                | Alfredo menos votado       | Dania menos votada                 | Paulo menos votado             | Rosa menos votada              |                              |                              |                              |                              |                     |  |  |  |  |  |  |  |  |  |  |  |  |  |  |  |  |  |  |  |  |  |  |  |  |  |  |  |  |  |  |  |  |  |  |  |  |  |  |  |  |  |  |  |  |  |  |  |  |  |  |  |  |  |  |  |  |  |  |  |  |  |  |  |  |  |  |  |  |  |  |  |  |  |  |  |  |  |  |  |  |  |  |  |  |  |  |  |  |  |  |  |  |  |  |
| Eliminado/a                 | Zerboni menos votado                  | Valentina menos votada                | Álvaro menos votado                | Nacho menos votado                     | Aleska menos votada                     | Erubey menos votada                      | Julia menos votada                                 | Laura menos votada                                     | Alejandra menos votada          | Uriel menos votado                     | Carlos menos votado                           | Diego menos votado           | Paty menos votada                             | Manelyk menos votada             | Niurka menos votada                | Alfredo menos votado       | Dania menos votada                 | Rey menos votado               | Luca menos votado              |                              |                              |                              |                              |                     |  |  |  |  |  |  |  |  |  |  |  |  |  |  |  |  |  |  |  |  |  |  |  |  |  |  |  |  |  |  |  |  |  |  |  |  |  |  |  |  |  |  |  |  |  |  |  |  |  |  |  |  |  |  |  |  |  |  |  |  |  |  |  |  |  |  |  |  |  |  |  |  |  |  |  |  |  |  |  |  |  |  |  |  |  |  |  |  |  |  |  |  |  |  |
| Salvados por el público     | Alfredo Paulo Uriel                   | Erubey Luca Nacho                     | Carlos Diego Rosa                  | Alejandra Niurka Paulo Rey             | Caramelo Luca Lupillo Paty              | Alfredo Luca Lupillo Manelyk             | Caramelo Dania Luca Lupillo Rey                    | Alejandra Alfredo Diego Luca Lupillo Paulo             | Niurka Paty Rey                 | Caramelo Manelyk Niurka Rey            | Caramelo Manelyk Niurka Rey Rosa              | Alfredo Paulo Rey            | Alfredo Caramelo Dania Manelyk Rosa           | Alfredo Dania Rosa               | Alfredo Luca Paulo Rosa            | Caramelo Luca              | Caramelo Luca Paulo Rey Rosa       | Caramelo más votado para ganar | Caramelo más votado para ganar |                              |                              |                              |                              |                     |  |  |  |  |  |  |  |  |  |  |  |  |  |  |  |  |  |  |  |  |  |  |  |  |  |  |  |  |  |  |  |  |  |  |  |  |  |  |  |  |  |  |  |  |  |  |  |  |  |  |  |  |  |  |  |  |  |  |  |  |  |  |  |  |  |  |  |  |  |  |  |  |  |  |  |  |  |  |  |  |  |  |  |  |  |  |  |  |  |  |  |  |  |  |
| Abandonos                   |                                       |                                       |                                    |                                        |                                         |                                          |                                                    |                                                        |                                 |                                        |                                               |                              | Lupillo                                       |                                  |                                    |                            |                                    |                                |                                |                              |                              |                              |                              |                     |  |  |  |  |  |  |  |  |  |  |  |  |  |  |  |  |  |  |  |  |  |  |  |  |  |  |  |  |  |  |  |  |  |  |  |  |  |  |  |  |  |  |  |  |  |  |  |  |  |  |  |  |  |  |  |  |  |  |  |  |  |  |  |  |  |  |  |  |  |  |  |  |  |  |  |  |  |  |  |  |  |  |  |  |  |  |  |  |  |  |  |  |  |  |
| Ref.                        | [ 30 ]                                | [ 31 ] [ 32 ]                         | [ 33 ] [ 34 ] [ 35 ]               | [ 36 ] [ 37 ] [ 38 ]                   | [ 39 ]                                  | [ 40 ] [ 41 ] [ 42 ]                     | [ 43 ]                                             | [ 44 ] [ 19 ]                                          | [ 45 ] [ 46 ]                   | [ 47 ] [ 48 ]                          | [ 49 ] [ 50 ]                                 | [ 51 ] [ 52 ]                | [ 53 ] [ 54 ]                                 | [ 55 ] [ 56 ]                    | [ 57 ] [ 58 ]                      | [ 59 ] [ 60 ] [ 61 ]       | [ 9 ]                              |                                |                                |                              |                              |                              |                              |                     |  |  |  |  |  |  |  |  |  |  |  |  |  |  |  |  |  |  |  |  |  |  |  |  |  |  |  |  |  |  |  |  |  |  |  |  |  |  |  |  |  |  |  |  |  |  |  |  |  |  |  |  |  |  |  |  |  |  |  |  |  |  |  |  |  |  |  |  |  |  |  |  |  |  |  |  |  |  |  |  |  |  |  |  |  |  |  |  |  |  |  |  |  |  |

Notas
1. ↑  En el día 1, tras quedar sin habitación, Álvaro y Rosa obtuvieron el beneficio de la inmunidad durante 2 semanas, por ende, todos los votos que les otorguen quedarán automáticamente anulados.
2. ↑  La prueba del liderazgo se jugó en par. Alejandra y Carlos ganaron, sin embargo, la inmunidad solo la obtendría uno de los dos. Carlos fue el ganador, por ende resultó el líder final esta semana.
3. ↑  Esta semana, para la nominación los habitantes debieron escoger un cerdillo alcancía que contenía un beneficio o una desventaja:  - Alejandra y Álvaro debieron compartir sus nominaciones con el resto de la casa.
  - Aleska pudo nominar a una tercera persona.
  - La nominación original de Alfredo fue anulada y debió nominar obligatoriamente a dos compañeros de su mismo cuarto.
  - Caramelo restó dos de sus puntos acumulativos.
  - Dania pudo observar la nominación de la lideresa de la casa (Julia).
  - Diego pudo escoger a un compañero (Caramelo) que compartiese su nominación cara a cara.
  - Erubey pudo doblar sus puntos, otorgando 4 y 2 a cada uno de sus nominados.
  - Julia tuvo que mentir sobre su nominación.
  - Laura pudo nominar a tres compañeros más, nominando en total a cinco personas.
  - Los puntos de Luca a su primer nominado fueron anulados.
  - Lupillo pudo nominar con tres puntos extra a uno de sus compañeros.
  - Manelyk escogió a un compañero para observar su nominación (Nacho).
  - Los votos de Nacho fueron anulados.
  - Niurka escogió a Caramelo y le permitió nominar nuevamente.
  - Paty pudo nominar a un compañero más, es decir, nominó a tres personas.
  - La nominación original de Paulo fue anulada y otro participante nominó en su lugar (Rey).
  - Rosa esperó en el confesionario para escuchar la nominación de su próximo compañero (Rey).
  - Rosa y Rey no pudieron revelar esta nominación hasta después de la salvación.
  - Uriel pudo escoger el cerdito del próximo habitante en nominar (Manelyk).
4. ↑  Los habitantes se vieron involucrados en distintos complots, por lo tanto, los votos tachados arriba quedaron anulados.
5. ↑  Esta semana, ciertos habitantes nuevamente se vieron involucrados en complots, por ende la sanción que aplicó la jefa fue de utilizar una ruleta rusa que obtenían 1, 2, 3 y 4 puntos que se les sumaría a estos habitantes en la placa; a Alejandra se le sumó 1 punto, Aleska sumó 1 punto, Carlos 3 puntos, Dania 1 punto, Diego 2 puntos, Erubey 4 puntos, Julia 2 puntos, Laura 2 puntos, Luca 1 punto, Lupillo 4 puntos, Niurka 4 puntos, Paty 3 puntos, Paulo 1 punto, Rey 1 punto, Rosa 1 punto y Uriel 2 puntos. En cuanto a Manelyk, la líder de la semana, se le quitó el beneficio de nominar.
6. ↑  Pese a que Julia y Carlos ganaron el liderazgo, solo uno podría obtener la inmunidad. Paulo obtuvo una moneda que le dio el beneficio de repartir los beneficios del liderazgo: le dio la inmunidad a Carlos, y el poder de salvación a Julia.
7. ↑  Esta semana, la nominación fue positiva, por ende, los habitantes que recibieron menos votos fueron los que quedaron nominados.
8. ↑  En el día 57, una dinámica denominada «La caja de la tentación» le ofreció a Alfredo, Lupillo y Rey la oportunidad de hablar con un familiar, a cambio de nominar a alguien de su misma habitación con 2 puntos acumulativos para la próxima nominación. Alfredo decidió nominar a Paty, Lupillo nominó a Diego y Rey rechazó el beneficio.
9. ↑  En el día 65, nuevamente se jugó la dinámica «La caja de la tentación», en la que se ofrecieron beneficios a Paty, Niurka y Diego, a cambio de autonominarse y darse 2 puntos para la nominación de esta semana. Los tres accedieron y sumaron 2 puntos para la nominación.
10. ↑  Gracias a un poder especial, Caramelo anuló la nominación de Lupillo.
11. ↑  Paulo obtuvo un poder especial que le permitió duplicar sus puntos en la nominación, es decir, nominó con 6, 4 y 2 puntos.
12. ↑  En el día 72, se jugó la dinámica «La caja de la tentación», en la que se ofrecieron beneficios a Dania, Caramelo y Paulo a cambio de autonominarse con 2 puntos o sino dárselo a algún compañero de cuarto. Dania se los dio a Paty, Paulo a Diego y Caramelo decidió autonominarse.
13. ↑  Carlos y Rey obtuvieron un poder especial que los nominaba automáticamente, o podían nominar directamente a uno de sus compañeros. Ambos decidieron nominar directamente; Carlos fulminó a Manelyk y Rey a Paulo.
14. ↑  Esta semana, cuatro habitantes debieron utilizar la ruleta de la suerte para nominar:  - Dania le restó un punto a Caramelo y nominó normalmente sus otros dos puntos.
  - Diego le dio 0 puntos a Alfredo, le restó uno a Niurka y le dio un punto a Rey.
  - Rey otorgó un punto a cada uno de sus compañeros por medio de la ruleta.
  - Paulo logró otorgar 3 puntos a Niurka, 3 a Rey y 1 a Caramelo.
15. ↑  En el día 78, «La caja de la tentación» apareció nuevamente, y se les ofrecieron beneficios Manelyk y Luca a cambio de autonominarse y darse 2 puntos para la nominación de esta semana. Ambos accedieron, Manelyk logró ver a sus familiares y Luca pudo reunirse con Aleska, exparticipante de la temporada y eliminada en la semana 5. También, la madre de Luca se quedó durante unas horas en la casa.
16. ↑  Tras ganar la prueba del líder, Dania le dio a Paty el poder especial de observar la tabla de nominación de esta semana y poder modificarla libremente con sus puntos. Así mismo, les otorgó inmunidad a un integrante de cada cuarto: Paty, Manelyk y Lupillo, sin embargo, solo Paty y Manelyk pudieron conservar la inmunidad.
17. ↑  En el día 97, Niurka fue sancionada por moverse durante uno de los congelados y nominada automáticamente para la próxima semana.
18. ↑  En el día 101, tras haberse jugado dos veces la prueba de liderazgo y ambas veces haber hecho trampa para ganar, Rosa fue descalificada y el liderazgo se le cedió a Caramelo, el otro finalista de la prueba.
19. ↑  Dania fue la ganadora de la prueba del primer finalista, y por ende, se ganó un lugar en la final y quedó automáticamente inmune de la última ceremonia de nominación.
20. ↑  En el día 109, se hizo una prueba especial para determinar cuál de los nominados se podría convertir en finalista; Rosa fue la ganadora y por ende se convirtió en la cuarta finalista.

### Total de votos recibidos
| Participantes | Semana | Semana         | Semana         | Semana         | Semana         | Semana         | Semana         | Semana         | Semana         | Semana         | Semana         | Semana         | Semana         | Semana         | Semana         | Semana         | Semana         | Total |
| Participantes | 1      | 2              | 3              | 4              | 5              | 6              | 7              | 8              | 9              | 10             | 11             | 12             | 13             | 14             | 15             | 16             | 17 Final       | Total |
| ------------- | ------ | -------------- | -------------- | -------------- | -------------- | -------------- | -------------- | -------------- | -------------- | -------------- | -------------- | -------------- | -------------- | -------------- | -------------- | -------------- | -------------- | ----- |
| Caramelo      | 5      | 0              | 0              | 0              | 11             | 3              | 10             | –              | 2              | 17             | 12             | 2              | 3              | 3              | –              | 3              | Ganador        | 71    |
| Luca          | 3      | 10             | 0              | 0              | 21             | 15             | 8              | 2              | 0              | 0              | –              | 2              | 17             | –              | 8              | 4              | Subcampeón     | 90    |
| Rey           | 2      | 0              | 1              | 3              | 6              | 2              | 18             | 7              | 12             | 16             | 13             | 10             | 2              | 3              | 12             | 1              | 3.er Puesto    | 109   |
| Rosa          | 1      | 8              | 10             | 1              | 1              | 10             | 2              | 8              | –              | 9              | 10             | 13             | 18             | 10             | 7              | 6              | 4.º Puesto     | 104   |
| Paulo         | 8      | 1              | 0              | 2              | 2              | 1              | –              | 2              | 0              | 0              | –              | 12             | –              | 18             | 10             | 2              | 5.º Puesto     | 58    |
| Dania         | 0      | 0              | 0              | 0              | 5              | 4              | 14             | 2              | 9              | 2              | 0              | –              | 9              | 7              | 4              | –              | 6.º Puesto     | 56    |
| Alfredo       | 6      | 0              | 1              | –              | 9              | 13             | 0              | 2              | 0              | 0              | 6              | 11             | 3              | 4              | 7              | 4              | 16.º e.        | 65    |
| Niurka        | 0      | 0              | 8              | 6              | 7              | 1              | 0              | 3              | 25             | 14             | 13             | 9              | 2              | 2              | –              | 15.ª eliminada | 15.ª eliminada | 90    |
| Manelyk       | 4      | 0              | 0              | 0              | –              | 16             | 0              | 3              | 5              | 15             | –              | 2              | 3              | 7              | 14.ª eliminada | 14.ª eliminada | 14.ª eliminada | 55    |
| Paty          | 1      | 0              | 0              | 0              | 11             | 0              | 2              | 3              | 14             | 3              | 2              | –              | 3              | 13.ª eliminada | 13.ª eliminada | 13.ª eliminada | 13.ª eliminada | 39    |
| Lupillo       | 0      | 0              | 4              | 0              | 17             | 11             | 8              | 2              | 0              | 0              | 0              | 0              | 1.er abandono  | 1.er abandono  | 1.er abandono  | 1.er abandono  | 1.er abandono  | 42    |
| Diego         | 0      | 0              | 12             | 0              | 2              | 3              | 8              | 2              | 6              | 5              | 7              | 15             | 12.º eliminado | 12.º eliminado | 12.º eliminado | 12.º eliminado | 12.º eliminado | 60    |
| Carlos        | –      | –              | 11             | 0              | 3              | –              | 15             | 4              | 0              | –              | 10             | 11.º eliminado | 11.º eliminado | 11.º eliminado | 11.º eliminado | 11.º eliminado | 11.º eliminado | 43    |
| Uriel         | 6      | 0              | 0              | 0              | 14             | 7              | 1              | 5              | 0              | 9              | 10.º eliminado | 10.º eliminado | 10.º eliminado | 10.º eliminado | 10.º eliminado | 10.º eliminado | 10.º eliminado | 42    |
| Alejandra     | 8      | 9              | 6              | 3              | 3              | 9              | 4              | 2              | 16             | 9.ª eliminada  | 9.ª eliminada  | 9.ª eliminada  | 9.ª eliminada  | 9.ª eliminada  | 9.ª eliminada  | 9.ª eliminada  | 9.ª eliminada  | 60    |
| Laura         | 1      | 0              | 0              | 0              | 0              | 3              | 0              | 1              | 8.ª eliminada  | 8.ª eliminada  | 8.ª eliminada  | 8.ª eliminada  | 8.ª eliminada  | 8.ª eliminada  | 8.ª eliminada  | 8.ª eliminada  | 8.ª eliminada  | 5     |
| Julia         | 2      | 0              | –              | 4              | 8              | 0              | 8              | 7.ª eliminada  | 7.ª eliminada  | 7.ª eliminada  | 7.ª eliminada  | 7.ª eliminada  | 7.ª eliminada  | 7.ª eliminada  | 7.ª eliminada  | 7.ª eliminada  | 7.ª eliminada  | 22    |
| Erubey        | 1      | 8              | 0              | 0              | 9              | 10             | 6.ª eliminada  | 6.ª eliminada  | 6.ª eliminada  | 6.ª eliminada  | 6.ª eliminada  | 6.ª eliminada  | 6.ª eliminada  | 6.ª eliminada  | 6.ª eliminada  | 6.ª eliminada  | 6.ª eliminada  | 28    |
| Aleska        | 5      | 0              | 0              | 0              | 11             | 5.ª eliminada  | 5.ª eliminada  | 5.ª eliminada  | 5.ª eliminada  | 5.ª eliminada  | 5.ª eliminada  | 5.ª eliminada  | 5.ª eliminada  | 5.ª eliminada  | 5.ª eliminada  | 5.ª eliminada  | 5.ª eliminada  | 16    |
| Nacho         | 4      | 10             | 7              | 2              | 4.º eliminado  | 4.º eliminado  | 4.º eliminado  | 4.º eliminado  | 4.º eliminado  | 4.º eliminado  | 4.º eliminado  | 4.º eliminado  | 4.º eliminado  | 4.º eliminado  | 4.º eliminado  | 4.º eliminado  | 4.º eliminado  | 23    |
| Álvaro        | 4      | 11             | 8              | 3.er eliminado | 3.er eliminado | 3.er eliminado | 3.er eliminado | 3.er eliminado | 3.er eliminado | 3.er eliminado | 3.er eliminado | 3.er eliminado | 3.er eliminado | 3.er eliminado | 3.er eliminado | 3.er eliminado | 3.er eliminado | 8     |
| Valentina     | 0      | 9              | 2.ª eliminada  | 2.ª eliminada  | 2.ª eliminada  | 2.ª eliminada  | 2.ª eliminada  | 2.ª eliminada  | 2.ª eliminada  | 2.ª eliminada  | 2.ª eliminada  | 2.ª eliminada  | 2.ª eliminada  | 2.ª eliminada  | 2.ª eliminada  | 2.ª eliminada  | 2.ª eliminada  | 9     |
| Zerboni       | 8      | 1.er eliminado | 1.er eliminado | 1.er eliminado | 1.er eliminado | 1.er eliminado | 1.er eliminado | 1.er eliminado | 1.er eliminado | 1.er eliminado | 1.er eliminado | 1.er eliminado | 1.er eliminado | 1.er eliminado | 1.er eliminado | 1.er eliminado | 1.er eliminado | 8     |

Nota
1. ↑   Esta semana, los votos recibidos fueron de manera positiva.

     Nominado.
     Nominado y salvado por líder.
     Nominado tras recibir sanción.
     Inmune.
     Inmune por llegada, poder especial o finalista.

## Episodios
| Semana 1 |    |                                    |                       |
| 322      | 1  | «Arranca el juego»                 | 4 de febrero de 2025  |
| 323      | 2  | «El primer líder»                  | 5 de febrero de 2025  |
| 324      | 3  | «Las nominaciones sacuden La Casa» | 6 de febrero de 2025  |
| 325      | 4  | «Una gala para salvar»             | 7 de febrero de 2025  |
| 326      | 5  | «Polémico posicionamiento»         | 9 de febrero de 2025  |
| 327      | 6  | «Velada de eliminación»            | 10 de febrero de 2025 |
| Semana 2 |    |                                    |                       |
| 328      | 7  | «Desenlace impactante»             | 10 de febrero de 2025 |
| 329      | 8  | «El dinero está en juego»          | 11 de febrero de 2025 |
| 330      | 9  | «Nominaciones y estrategias»       | 13 de febrero de 2025 |
| 331      | 10 | «Salvación en la mira»             | 14 de febrero de 2025 |
| 332      | 11 | «Noche de posicionamiento»         | 16 de febrero de 2025 |
| 333      | 12 | «Eliminación inminente»            | 17 de febrero de 2025 |
| Semana 3 |    |                                    |                       |
| 334      | 13 | «Un nuevo líder toma el control»   | 18 de febrero de 2025 |
| 335      | 14 | «Velada de película»               | 19 de febrero de 2025 |
| 336      | 15 | «Destino incierto, riesgo latente» | 20 de febrero de 2025 |
| 337      | 16 | «En la mira»                       | 21 de febrero de 2025 |
| 338      | 17 | «Al ritmo del beat»                | 23 de febrero de 2025 |
| 339      | 18 | «Sacudida total»                   | 24 de febrero de 2025 |
| Semana 4 |    |                                    |                       |
| 340      | 19 | «Liderazgo entre tensiones»        | 25 de febrero de 2025 |